# Songs in the Key of Life

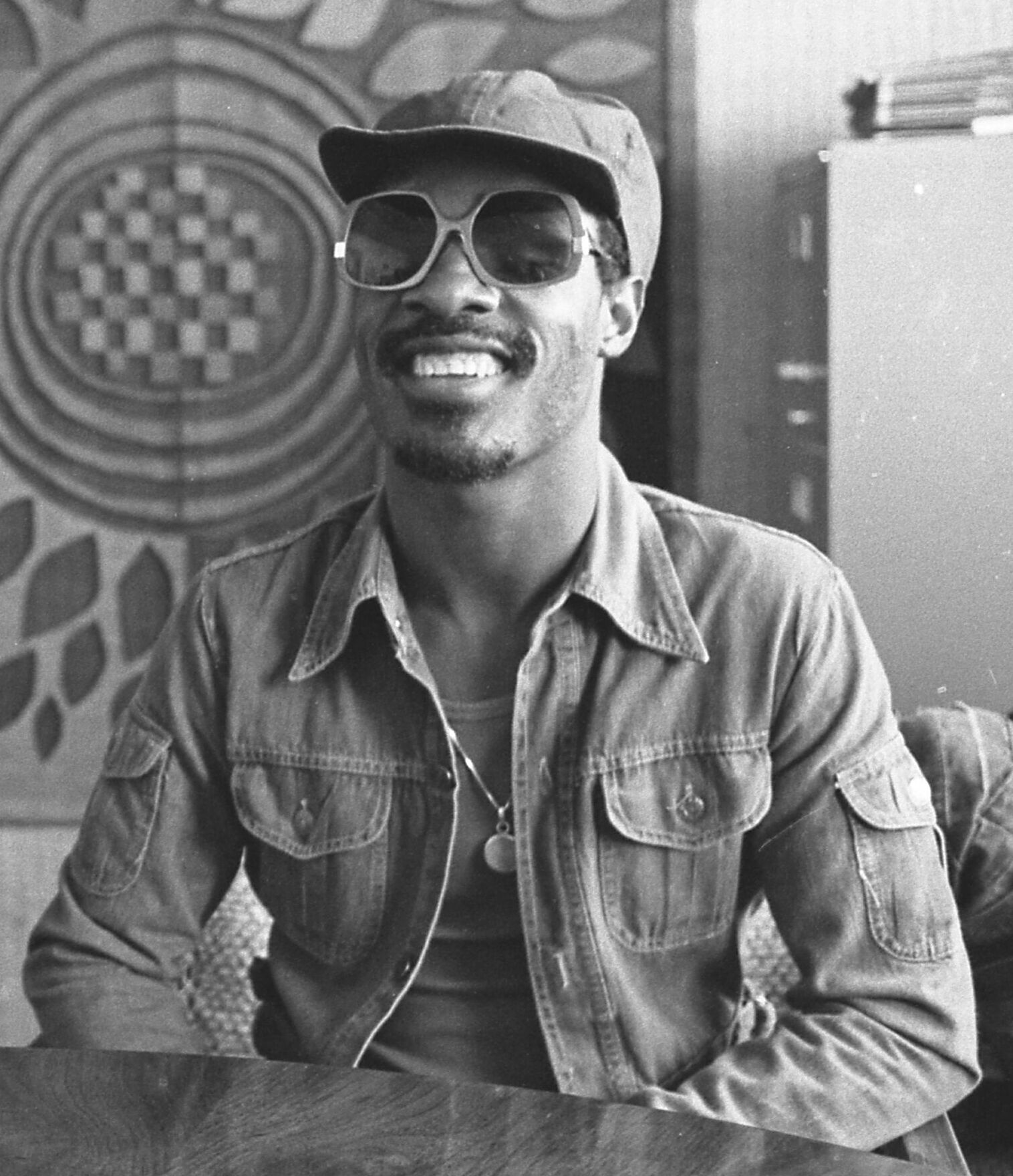
Stevie Wonder in augustus 1975

Songs in the Key of Life is het achttiende muziekalbum van Stevie Wonder. Het album werd op 28 september 1976 uitgebracht door Motown Records en geldt als een van de bekendste en meest succesvolle albums uit Wonders carrière. Het album was een verzameling van nummers uit zijn ‘klassieke periode’.

## Opname
De werktitel van het album was Let's see life the way it is. Opnames voor het album vonden verdeeld plaats in Crystal Industries in Hollywood; The Record Plant, Los Angeles en Sausalito in Californië; en The Hit Factory in New York. Daarmee was Songs in the Key of Life het eerste album dat daadwerkelijk werd opgenomen bij The Hit Factory, en werd Stevie Wonder de eerste vaste klant van Edward Germano. Wonder bracht uren door in elke studio om alle opnames te perfectioneren. In totaal werkten 130 mensen mee aan het album.

## Tracklist

### Cd-uitgave
| Nr. | Titel                        | Schrijver(s)            | Duur |
| --- | ---------------------------- | ----------------------- | ---- |
| 1.  | Love's in Need of Love Today | Stevie Wonder           | 7:06 |
| 2.  | Have a Talk with God         | Wonder, Calvin Hardaway | 2:42 |
| 3.  | Village Ghetto Land          | Wonder, Gary Byrd       | 3:25 |
| 4.  | Contusion                    | Wonder                  | 3:46 |
| 5.  | Sir Duke                     | Wonder                  | 3:54 |
| 6.  | I Wish                       | Wonder                  | 4:12 |
| 7.  | Knocks Me Off My Feet        | Wonder                  | 3:36 |
| 8.  | Pastime Paradise             | Wonder                  | 3:28 |
| 9.  | Summer Soft                  | Wonder                  | 4:14 |
| 10. | Ordinary Pain                | Wonder                  | 6:23 |

| 11.                 | Isn't She Lovely?                          | Wonder                | 6:34 |
| 12.                 | Joy Inside My Tears                        | Wonder                | 6:30 |
| 13.                 | Black Man                                  | Wonder, Byrd          | 8:30 |
| 14.                 | Ngiculela - Es Una Historia - I Am Singing | Wonder                | 3:49 |
| 15.                 | If It's Magic                              | Wonder                | 3:12 |
| 16.                 | As                                         | Wonder                | 7:08 |
| 17.                 | Another Star                               | Wonder                | 8:28 |
| 18.                 | Saturn                                     | Wonder, Mike Sembello | 4:54 |
| 19.                 | Ebony Eyes                                 | Wonder                | 4:11 |
| 20.                 | All Day Sucker                             | Wonder                | 5:06 |
| 21.                 | Easy Goin'Evening (My Mama's Call)         | Wonder                | 3:55 |
| Totale duur: 103:23 |                                            |                       |      |

### Originele lp
Kant 1
1. Love's in Need of Love Today
2. Have a Talk with God
3. Village Ghetto Land
4. Contusion
5. Sir Duke

Kant 2
1. I Wish
2. Knocks Me Off My Feet
3. Pastime Paradise
4. Summer Soft
5. Ordinary Pain

Kant 3
1. Isn't She Lovely?
2. Joy Inside My Tears
3. Black Man

Kant 4
1. Ngiculela-Es Una Historia-I Am Singing
2. If It's Magic
3. As
4. Another Star

Speciale "A Something's Extra" 7"-versie
1. Saturn
2. Ebony Eyes
3. All Day Sucker
4. Easy Goin'Evening (My Mama's Call)

### Singles
Ter promotie van het album werden vier singles uitgebracht:
- I Wish (B-kant: You And I) behaalde nummer 4 in de Nederlandse Top 40
- Sir Duke (B-kant: He’s Misstra Know-It-All) behaalde nummer 21 in de Nederlandse Top 40
- As (B-kant: Contusion)
- Another Star (B-kant: Creepin') behaalde nummer 13 in de Nederlandse Top 40

## Uitgave en ontvangst
Commercieel overtrof Songs in the Key of Life alle verwachtingen. Het werd het op een na best verkochte album van 1977, net na Fleetwood Macs blockbuster Rumours. Het album was ook succesvol qua singles.
Reacties op het album waren positief. Op Allmusic scoort het album 5 uit 5 sterren. In 1977 werd Wonder voor zijn album genomineerd voor 7 Grammy Awards, waaronder die voor "album van het jaar". Al met al wordt Songs in the Key of Life tegenwoordig gezien als Stevie Wonders bekendste album, en een van de beste albums uit de geschiedenis van de popmuziek.

## Hitlijsten
| Jaar | Lijst               | Positie |
| ---- | ------------------- | ------- |
| 1976 | Billboard 200       | 1       |
| 1976 | Verenigd Koninkrijk | 2       |
| 1976 | Noorwegen           | 6       |
| 1976 | Zweden              | 9       |
| 1976 | Oostenrijk          | 15      |
| 1976 | Nederland           | 9       |

## Invloed
De titel van het album is meerdere malen gekopieerd door andere artiesten voor soortgelijke verzamelalbums:
- Songs in the Key of Kids (1993), een verzamelalbum van Sharon, Lois & Bram.
- Songs in the Key of Bree (1994), het debuutalbum van Buck-O-Nine.
- Songs in the Key of X (1996), de eerste soundtrack van de X-Files.
- Songs in the Key of Springfield (1997), het soundtrackalbum The Simpsons.
- Songs in the Key of You (2001), een studioalbum van The Huntingtons.
- Songs in the Key of Beotch (2001), het debuutalbum van That 1 Guy.
- Songs in the Key of Rock (2003), een studioalbum van Deep Purple-lid Glenn Hughes.
- Songs in the Key of Z - the Curious Universe of Outsider Music (2000)

De Wereld Draait Door gebruikte de titel in het seizoen 2018-2019 voor een rubriek waarin hoofdzakelijk coverversies werden vertolkt van liedjes die over een bepaalde levensfase gaan. Alain Clark opende met Isn't She Lovely?, Jeangu Macrooy en Ruben Hein sloten af met As.